# Provinz Ranco
Die Provinz Ranco (spanisch Provincia de Ranco) ist eine Provinz in der chilenischen Región de Los Ríos. Die Hauptstadt ist La Unión. Beim Zensus 2017 lag die Einwohnerzahl bei 93.969 Personen. Die Provinz ist nach dem Lago Ranco benannt. 

## Geographie
Die Provinz grenzt im Westen an den Pazifischen Ozean, im Norden an die Provinz Valdivia, im Osten an Argentinien und im Süden an die Provinz Osorno.

## Gemeinden
Die Provinz Ranco gliedert sich in vier Gemeinden:
- Futrono
- Lago Ranco
- La Unión
- Río Bueno